# Alpha Dog
Alpha Dog és una pel·lícula estatunidenca del 2007, escrita i dirigida per Nick Cassavetes. Està basada en el segrest i assassinat de Nicholas Markowitz (representat pel personatge Zack Mazursky) ♙ Califòrnia el 2000, i la implicació en el crim del traficant de drogues Jesse James Hollywood (representat pel personatge Johnny Truelove).

## Argument
Johnny Truelove (Emile Hirsch) és un conegut traficant de drogues en el seu veïnat. Encara que només té 19 anys, posseeix una bonica casa, un cotxe car, i té un grup de lleials amics que li ajuden en el seu negoci. Fins i tot el seu pare, Sonny Truelove (Bruce Willis), li proveeix de marihuana. Fent barrila es troba amb Jake Mazursky (Ben Foster), un dels seus distribuïdors. Quan Jake falla al cobrar un deute per drogues per a Johnny, aquests es barallen i, en venjança, Jake entra a robar a casa de Johnny. Johnny i els seus amics Frankie (Justin Timberlake) i Tiko (Fernando Vargas) responen segrestant al mig germà de 15 anys de Jake, Zack (Anton Yelchin), per a així forçar a Jake a pagar el deute ell mateix. Zack, mentrestant, comença a gaudir del seu segrest. Ho pren com un petit descans de la seva casa, la seva família. Li donen begudes alcohòliques, drogues, i perd la virginitat; a més confia que el seu germà pagarà prompte el seu deute i així serà alliberat.

## Repartiment
| Actor              | Paper                | Personatge en la vida real                                                            |
| ------------------ | -------------------- | ------------------------------------------------------------------------------------- |
| Emile Hirsch       | Johnny Truelove      | Jesse James Hollywood (a la presó a l'espera de judici, s'enfronta a la pena de mort) |
| Justin Timberlake  | Frankie Ballenbacher | Jesse Rugge (condemnat a cadena perpètua amb possibilitat de llibertat condicional)   |
| Shawn Hatosy       | Elvis Schmidt        | Ryan Hoyt (condemnat a mort)                                                          |
| Ben Foster         | Jake Mazursky        | Benjamin Markowitz                                                                    |
| Anton Yelchin      | Zack Mazursky        | Nicholas Markowitz                                                                    |
| Sharon Stone       | Olivia Mazursky      | Susan Markowitz                                                                       |
| Chris Marquette    | Keith Stratten       | Graham Pressley (a la presó fins al 2011)                                             |
| Fernando Vargas    | Tiko "TKO" Martinez  | William Skidmore (a la presó fins al 2011)                                            |
| Lukas Haas         | Buzz Fecske          | Chas Saulsbury                                                                        |
| Bruce Willis       | Sonny Truelove       | John "Jack" Hollywood                                                                 |
| Harry Dean Stanton | Cosmo Gadabeeti      | John Roberts                                                                          |